# London River Services
London River Services es una división de Transport for London (TfL), la cual administra el transporte de pasajeros en el Río Támesis en Londres, Reino Unido. No posee ni opera los botes pero otorga licencias a los servicios de otros operadores. Los servicios que regulan son una mezcla de servicios turísticos o de arriendo y servicios de abono para transporte de pasajeros.
El río Támesis es generalmente de un ancho inferior a los 300 metros a su paso por el centro de Londres, y es fácil de atravesar por puentes o túneles. Los servicios de botes fluviales en Londres viajan principalmente de este a oeste o viceversa a lo largo del Támesis en vez de cruzar el río, y el único servicio de ferry para cruzar el río es en el sector donde el río es más ancho.
La red de servicios fluviales en Londres no es tan extensa como la de Hong Kong o Sídney, pero con la reciente inyección de recursos en el transporte fluvial público y la creación de London River Services, el transporte acuático en la capital inglesa está experimentando un nuevo despegue. Más de 2.000 personas abonadas por día viajan en la actualidad por el río el cual llega a la suma de tres millones de personas por año, una cantidad que se espera aumente con los preparativos de los Juegos Olímpicos de 2012 y el tráfico de turistas durante los juegos.

## Historia
Antes de la construcción de los puentes y el Metro de Londres, el río Támesis fue una vía de tránsito mayor por siglos. Los intentos por regular el transporte de pasajeros y bienes comenzaron en 1197, cuando el Rey Ricardo I vendió los derechos de la corona sobre el Támesis a la Corporación de la Ciudad de Londres, la cual intentó luego otorgar licencias a los botes. En 1510 Enrique VIII entregó licencias a determinadas personas las cuales poseerían derechos exclusivos de transportar pasajeros en el río, y en 1555 un acta del Parlamento creó una compañía que regulaba el tráfico en el Támesis.
Por siglos el único puente que cruzaba el Támesis era el Puente de Londres. El cruzar el río por un "wherry" (un pequeño bote a remo de madera) era un modo común de transporte.

### ElsigloXIX

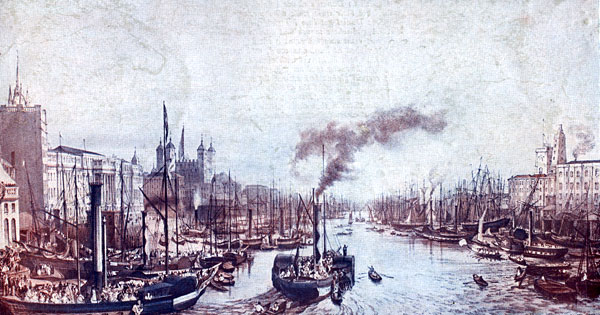
Barcos a vapor en el Támesis en 1841.

Los barcos a vapor de pasajeros fueron introducidos en 1815 y el uso del río como medio de transporte público aumentó. Los servicios fluviales iban desde Gravesend, Margate y Ramsgate vía Greenwich y Woolwich hacia el centro de Londres. A mediados del 1850 cerca de 15.000 personas por día viajaban al trabajo en servicios de barcos a vapor - el doble del número de pasajeros en la naciente red de ferrocarriles. Con el aumento en la congestión del río, las colisiones y otros accidentes se hicieron cada vez más frecuentes, destacando entre ellos el desastre del "Princess Alice" en Woolwich en 1878.
Cuando la introducción de los grandes barcos a vapor y la construcción de puentes le quitó el negocio a los empresarios del Támesis, el crecimiento de los ferrocarriles alejó a los pasajeros de los servicios fluviales y el uso del río para transporte público comenzó una lenta caída. Las compañías de servicios fluviales poseían problemas financieros en 1876, cuando deciden fusionarse para formar la London Steamboat Company. La compañía tuvo un sistema desde Chelsea a Greenwich por 8 años hasta que se fue a la bancarrota en 1884. A pesar de esto, los servicios fluviales continuaron bajo diferentes administraciones hasta el próximo siglo.

### ElsigloXX
En 1905 el Concejo del Condado de Londres lanzó su propio servicio de transporte público fluvial para complementar su nuevo servicio de tranvías, adquiriendo muelles e invirtiendo en una gran flota de 30 barcazas a vapor. Los servicios frecuentes operaron desde Hammersmith a Greenwich. El servicio fluvial no fue un éxito; en el primer año tuvo pérdidas por £30.000. El sistema fue clausurado en 1907 luego de sólo dos años de servicio.
A lo largo de todo el siglo XX se consideraron varias propuestas de servicios de "buses fluviales", y a pesar de que algunas se materializaron duraron poco tiempo en servicio. En 1940, un servicio temporal de buses acuáticos durante la Segunda Guerra Mundial fue implementado con el uso de cruceros turísticos para reemplazar a los trenes y tranvías que fueron destrozados por los bombardeos del Blitz.
Cuando el Puerto de Londres se trasladó río abajo en los años 1960, el transporte regular en el sector londinense se limitó a unos pocos botes, especialmente de servicios turísticos.

### Reactivación de los servicios de pasajeros
En 1997 el en ese entonces Secretario de Estado para Transporte, John Prescott, lanzó Thames 2000 (Támesis 2000), un proyecto de £21 millones para reactivar el río Támesis, de cara a las celebraciones del Nuevo Milenio, y potenciar los nuevos servicios de transporte de pasajeros en el Támesis. La pieza central de dichas celebraciones fue el Millenium Dome, pero también había un plan para dejar un legado a largo plazo en cuanto a servicios de botes y muelles en el río.

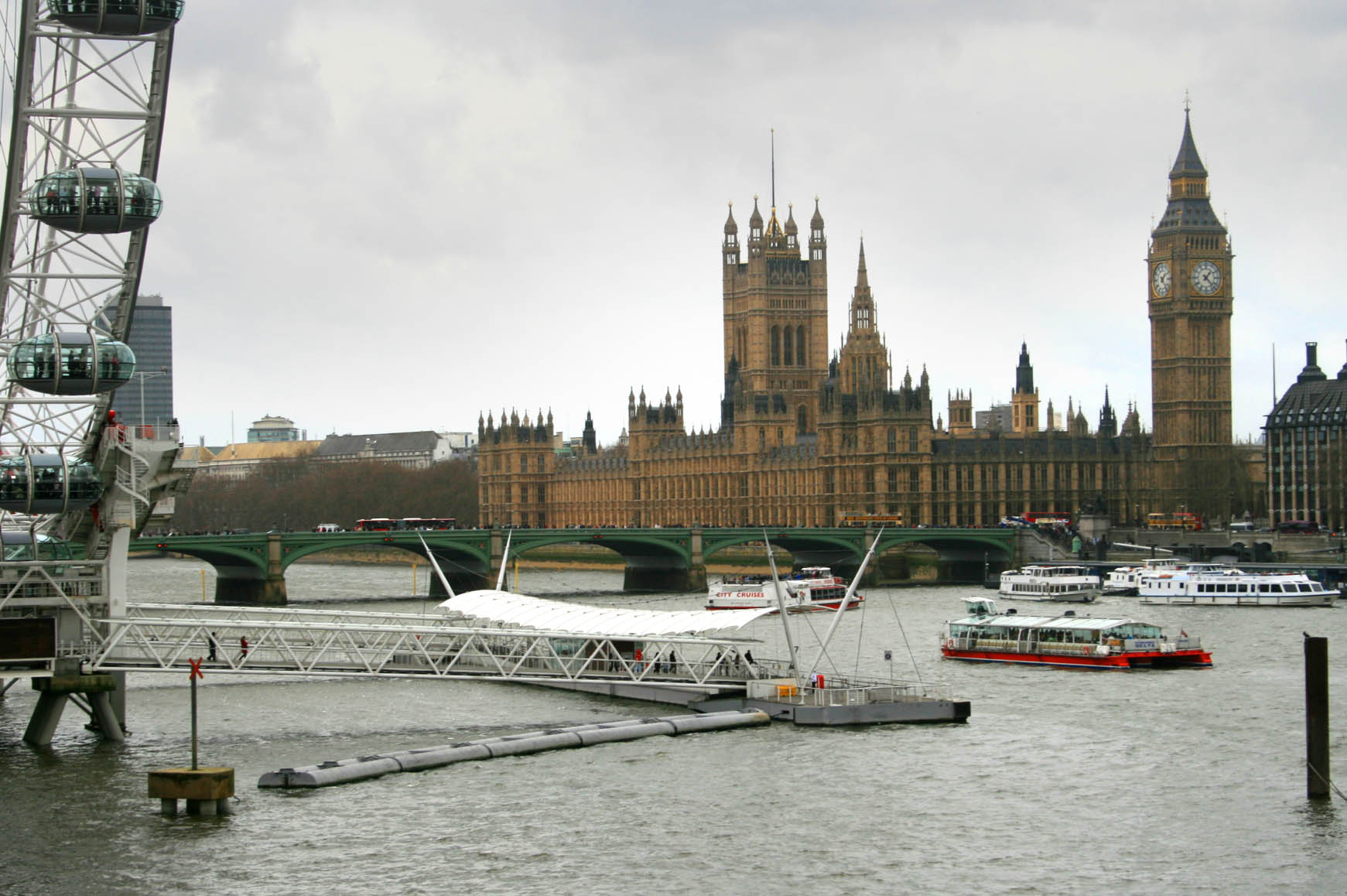
Tráfico fluvial cerca del Muelle Waterloo en 2008.

Cross-River Partnership, un consorcio de autoridades locales, organizaciones del sector privado y cuerpos de voluntarios, recomendaron la creación de un cuerpo público para coordinar y promover los servicios en el río. Esta agencia, provisionalmente titulada Thames Piers Agency (Agencia de Muelles del Támesis), podía integrar los servicios de botes con otros modos de transporte público, tomar control de los muelles del Támesis desde la Autoridad del Puerto de Londres, y concesionar la construcción de nuevos muelles.
El resultado fue la formación en 1999 de London River Services, una subsidiaria en manos de Transport for London.

## En la actualidad

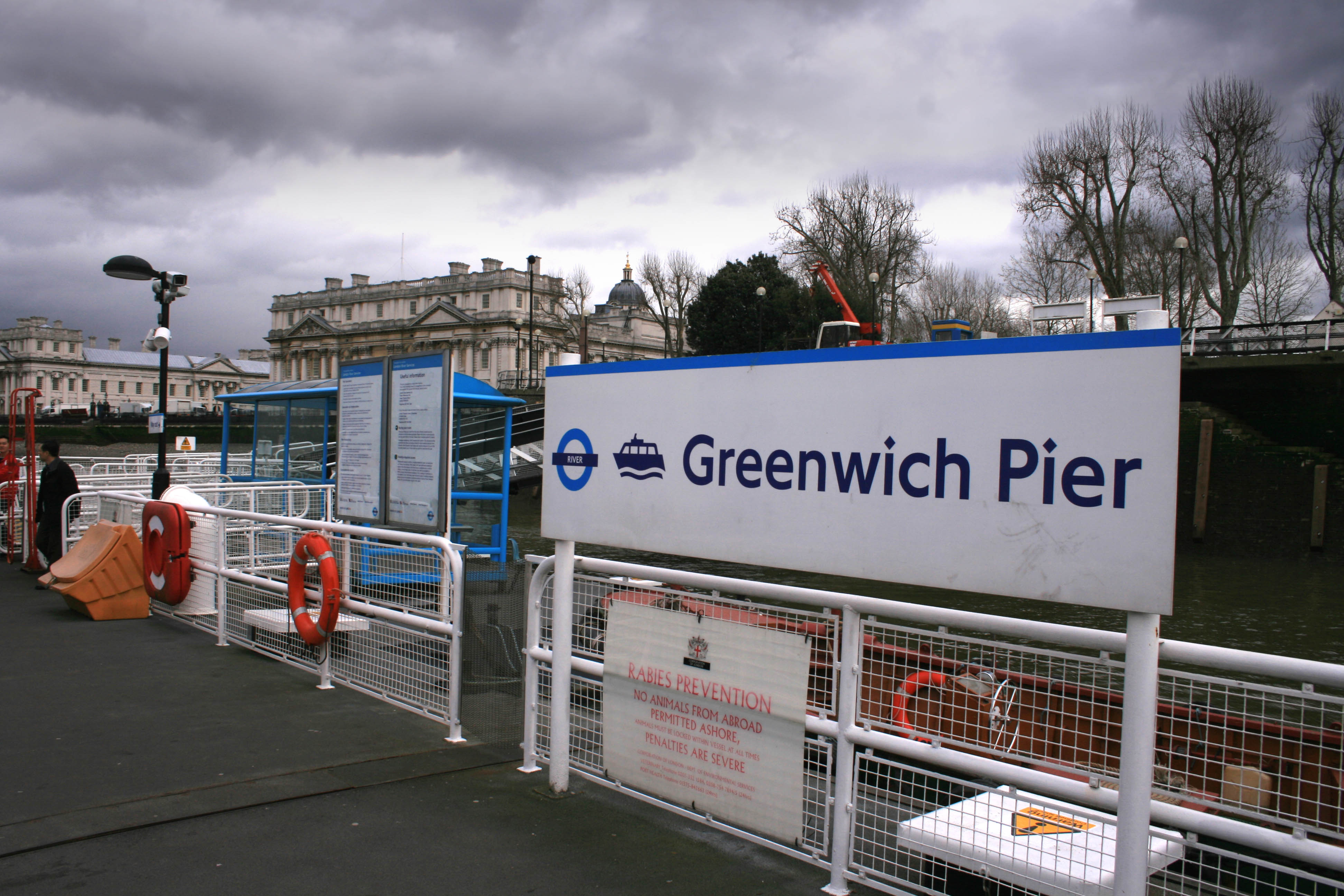
Muelle de Greenwich con la marca de TfL.

London River Services (LRS) es responsable de integrar el transporte fluvial con el resto de la red de transporte público, tales como el metro y los autobuses. Promueve los servicios de botes bajo la marca London River Services, editando tablas de horarios y mapas del río. Es también responsable de administrar los ocho muelles en el río, y ha invertido en señalética e información a los pasajeros con la marca de LRS.
Luego del lanzamiento, el servicio fue criticado por su falta de subsidio para operadores privados de botes. LRS ahora sostiene financieramente el servicio de Thames Clipper y ha aumentado la frecuencia de los servicios en hora punta, zarpando un bote cada 15 minutos.
London River Services no es responsable de mantener el río en sí; la Autoridad del Puerto de Londres se hace cargo del control del tráfico fluvial, seguridad, precauciones en la navegación (incluyendo boyas, barreras y luces de puentes).

## Marca
La presentación pública de London River Services está visualmente asociada con los estándares de diseños existentes en TfL, usando idénticos elementos de diseño gráfico a los utilizados en la publicidad, señalética y otros elementos del Metro de Londres, basados en la herencia de diseño dejada por Harry Beck.
La marca London River Services es una sub-marca de TfL la cual utiliza la clásica "redondela", originalmente diseñada para el Metro de Londres y ahora establecida como la imagen corporativa de todos los servicios de TfL. La circunferencia de River Services es de color azul verdoso (Pantone 299) y una barra azul oscuro (Pantone 072).
La señalización y todos los elementos corporativos utilizan la tipografía New Johnston, al igual que los otros servicios de TfL.
LRS publica mapas fluviales diagramáticos siguiendo la tradición del icónico Mapa del Metro de Londres de Harry Beck. Los mapas del Metro de Londres publicados por TfL desde 2000 señalan las estaciones de intercambio con servicios fluviales con un símbolo de un bote.

## Servicios
Los patrones de servicio promocionados por TfL pueden variar de acuerdo a la temporada. Están divididos en tres grandes grupos.

### Servicios con abono

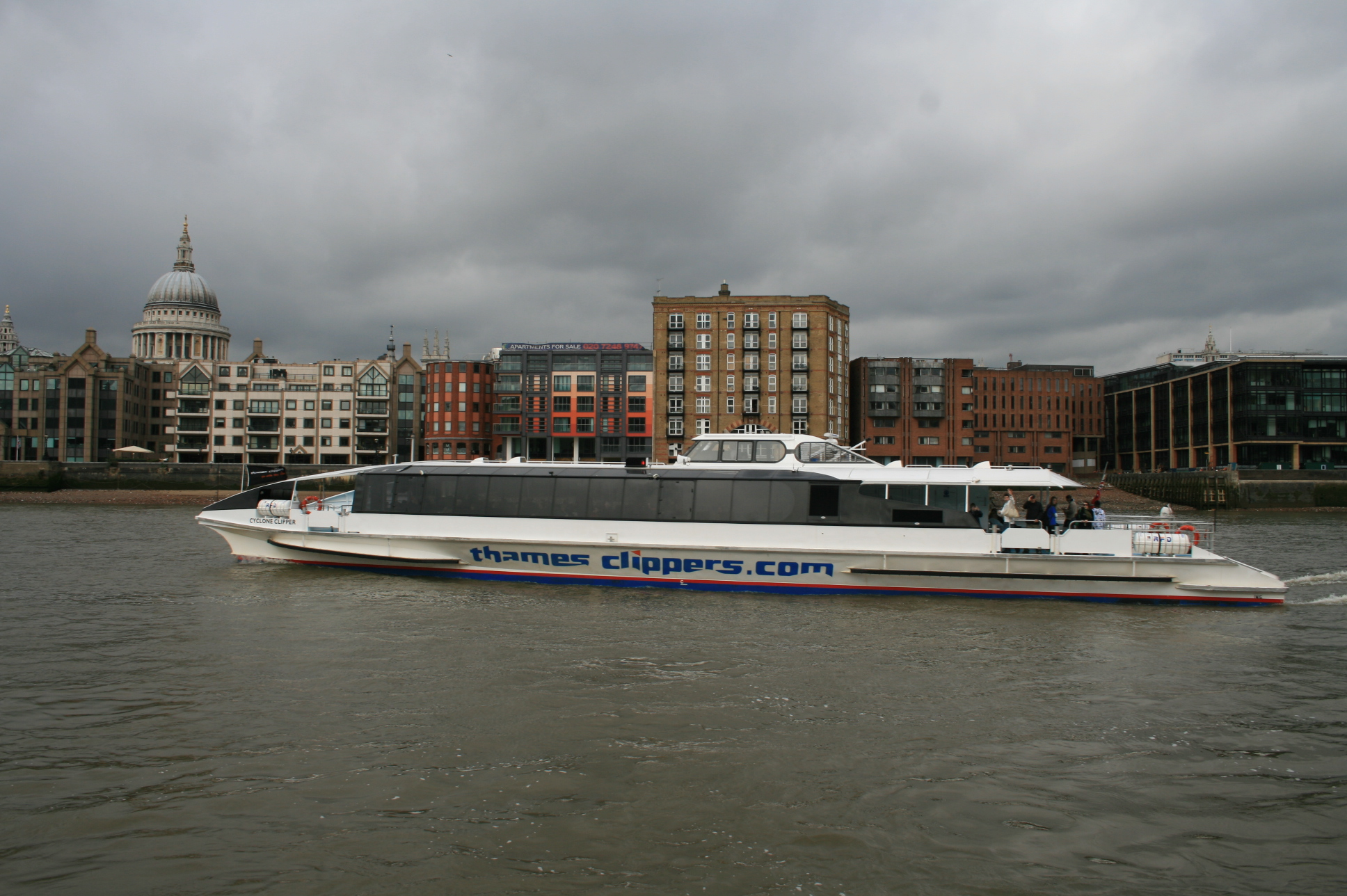
Un bote conmutador (con pago de abono) operado por Thames Clipper en el río Támesis.

Estos servicios fluviales siguen una tabla de horarios a lo largo del día con servicios más frecuentes durante las horas punta. La mayoría de los servicios funcionan los siete días de la semana, a pesar de que algunos no operan los fines de semana. Muchos operadores ofrecen tarifas con descuento a los poseedores de una Travelcard. El prepago con la Oyster card no es válido en ninguno de estos servicios. Las principales líneas de operación son:
- Embankment - Woolwich
- Putney - Chelsea Harbour - Cadogan - Embankment - Blackfriars

Las embarcaciones tipo catamarán poseen cafeterías a bordo, asientos estilo avión, son accesibles para sillas de ruedas y poseen estacionamientos para bicicletas.

### Ferry

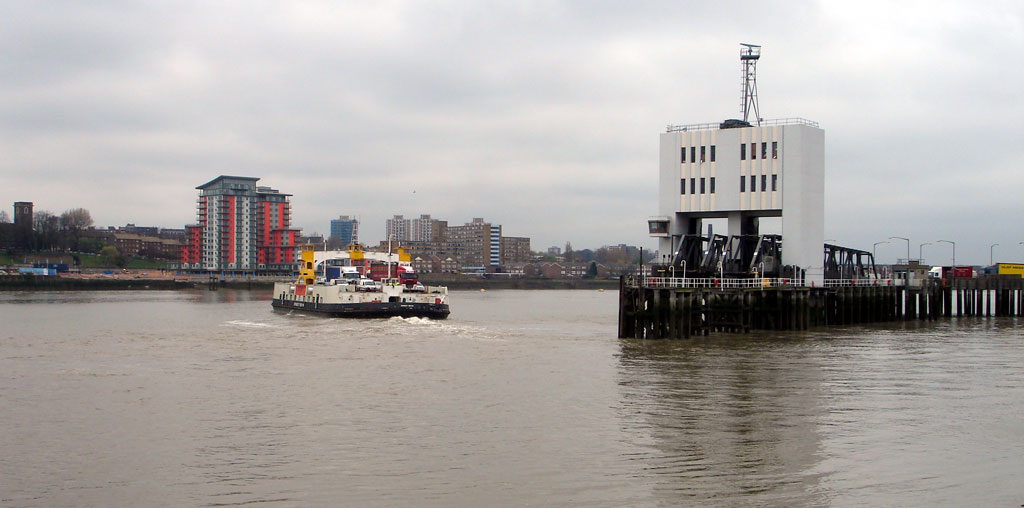
El ferry de pasajeros y vehículos Woolwich.

En el centro de Londres, el río Támesis es angosto y permite que sea cruzado por varios puentes; sin embargo, río abajo, el río se ensancha y existen pocos puentes. Existen dos servicios de ferry que aún están en operación:
- El Ferry Canary Wharf - Rotherhithe (también llamado el Expreso Hilton Docklands - Canary Wharf) opera entre el Muelle de Canary Wharf y el Muelle Nelson Dock de Hilton Docklands en el Hotel Hilton de Rotherhithe. Los botes operan cada 10 minutos, y pueden ser usados tanto por visitantes en el hotel así como por pasajeros que no se quedan en el hotel.
- El Ferry Woolwich es un servicio gratuito de ferry para vehículos y pasajeros a pie. Conectan Woolwich y North Woolwich, y está cercano a la Estación de King George V (perteneciente al DLR). Para los vehículos, el servicio conecta los anillos viales de Londres, las rutas A406 y A205, con sus salidas orientales.

Otros dos servicios de ferry operan río arriba en el oeste de Londres: el Ferry de Hammerton y el Ferry de Hampton. Estos servicios son independientes de London River Services y por lo tanto no llegan a los muelles administrados por LRS.

### Servicios de arriendo

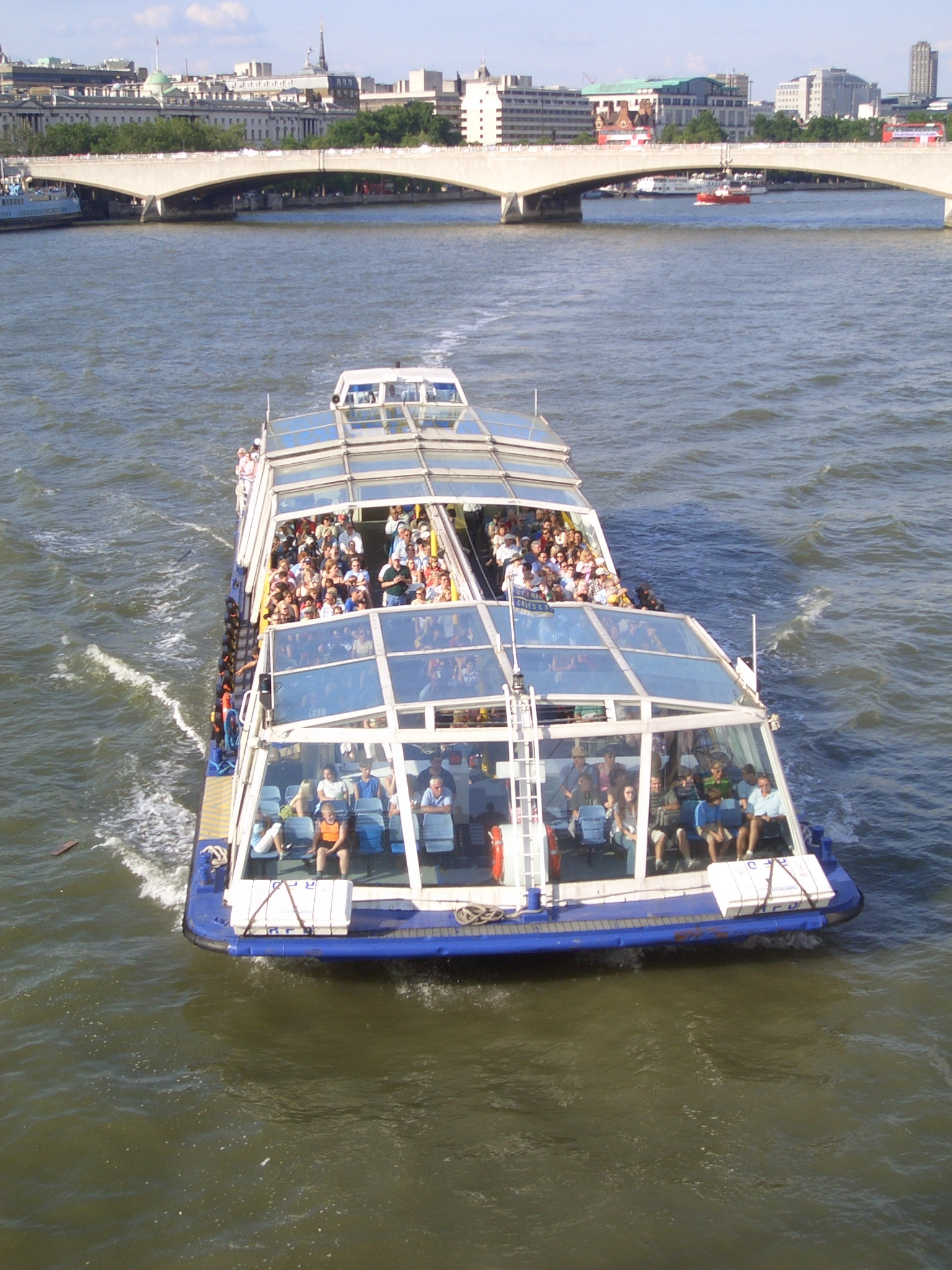
Un bote de turismo operado por Bateaux London Catamaran Cruisers en el río Támesis.

Los botes de arriendo apuntan principalmente al mercado turístico; dado que no proveen servicios de hora punta, son normalmente adecuados para el pago de abonos. Algunas compañías poseen servicios regulares programados, otros sirven sólo dos veces al día, sólo en ciertos días de la semana, o sólo durante ciertos meses del año. Los botes también pueden ser entregados para arriendo privado. Los destinos son a menudo las atracciones para los turistas, tales como la Galería Tate o el Palacio de la Corte de Hampton.
- Bankside - Waterloo - Millbank (Tate a Tate)
- London Eye River Cruise (Crucero Fluvial del Ojo de Londres)
- Multilingual Circular Cruise (Crucero Circular Multilingüe)
- Greenwich Sunday Evening Sightseeing Cruise (Crucero de Domingo en la tarde de Greenwich)
- Cruceros MV Balmoral y Waverley desde el Muelle de la Torre de Londres
- Richmond - Kingston - Hampton Court
- Tilbury/Gravesend - Greenwich
- Westminster - Kew - Richmond - Hampton Court
- Westminster - St Katharine's (servicio circular)
- Westminster - Waterloo - Tower - Greenwich
- Westminster - Greenwich - Barrier Gardens

## Operadores
Los servicios para turistas y con pago de abonos son operados por varias compañías privadas, incluyendo:
| Operador                                             | Servicios             | Enlace externo |
| ---------------------------------------------------- | --------------------- | -------------- |
| London Eye River Cruise (operado por Thames Clipper) | servicio a turistas   |                |
| Bateaux London                                       | turistas              |                |
| Crown River Cruises                                  | turistas              |                |
| Lower Thames and Medway Passenger Boat Company       | turistas              |                |
| London Borough of Greenwich                          | Ferry Woolwich        |                |
| Thames Clippers                                      | conmutador y turistas |                |
| Thames Executive Charters                            | conmutador            |                |
| Thames River Services                                | turistas              |                |
| Turks Launches                                       | turistas              |                |
| Westminster Passenger Services Association           | turistas              |                |
| Waverley Excursions                                  | turistas              |                |

Los servicios de alquiler también están disponibles para éste y otros operadores.
| Operador                         | Servicios de alquiler | Enlace externo |
| -------------------------------- | --------------------- | -------------- |
| Livett's Launches (Chris Livett) | alquiler privado      |                |

## Muelles

Mapa de los principales muelles en el centro de Londres.

London River Services registra 24 muelles en el río Támesis en sus publicaciones, de las cuales 8 son administradas directamente por LRS.

### "Muelles del milenio"

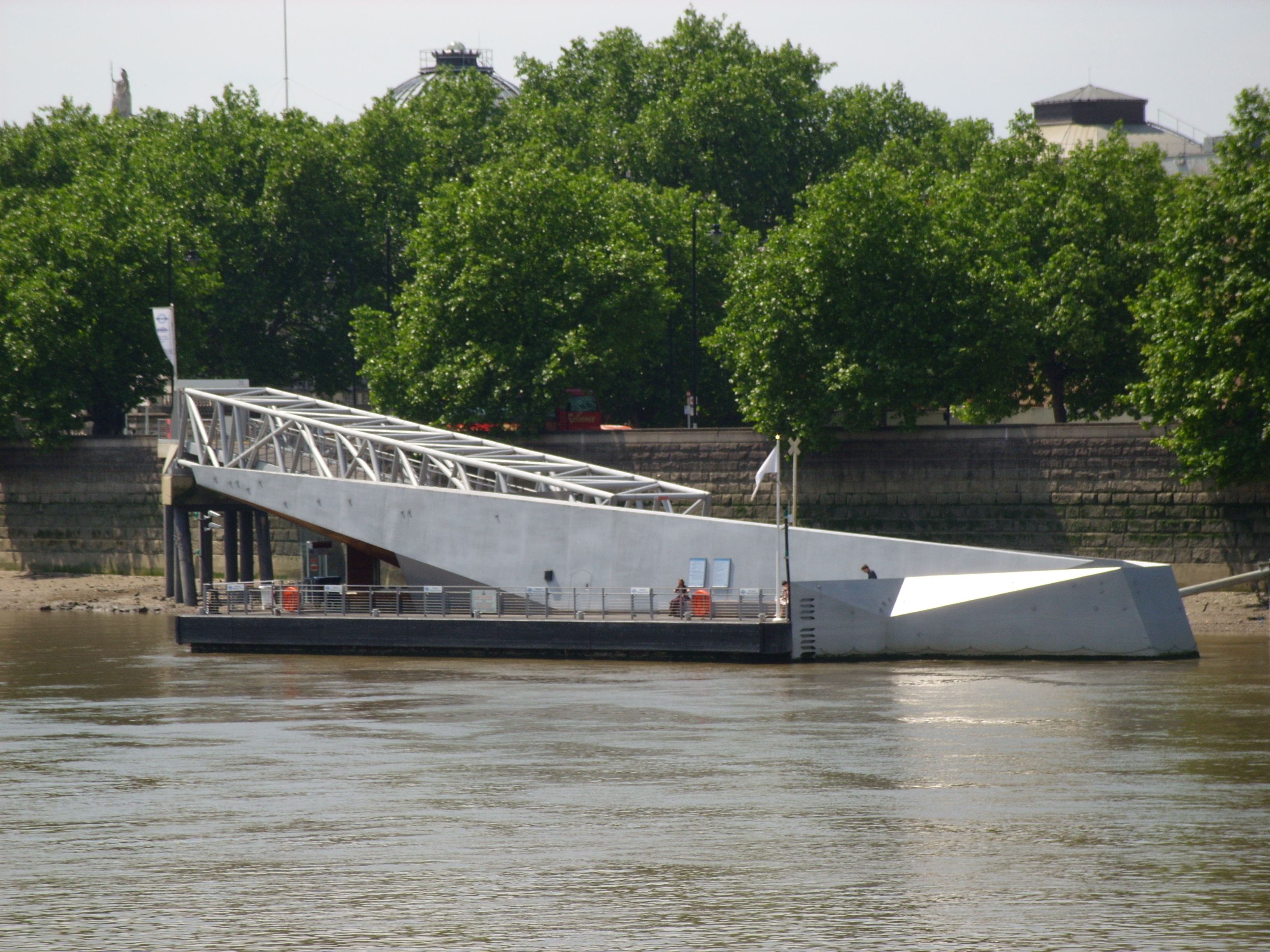
"Muelle del milenio" en Millbank - arquitecto: Steve Chilton.

En 2000, cinco nuevos muelles fueron abiertos gracias al aporte de la Millenium Commission (Comisión del Milenio) bajo el proyecto Thames 2000, con una suma de £7.117.000:
- Muelle del milenio de Tower
- Muelle del milenio de Blackfriars
- Muelle del milenio de Waterloo
- Muelle del milenio de Westminster
- Muelle del milenio de Millbank

Los nuevos muelles fueron instalados para mejorar las conexiones de viajes en el Támesis y promocionar el río como una alternativa al transporte público.

### Lista de muelles
Los servicios de pasajeros y turistas usan los siguientes muelles, a pesar de que los servicios individuales no llegan a todos los muelles aquí indicados. Los muelles están ordenados de acuerdo a la corriente del río:
| #  | Muelle                                              | Servicios | Metro o tren más cercano                          | Destinos                                         | Notas                                                         |
| -- | --------------------------------------------------- | --------- | ------------------------------------------------- | ------------------------------------------------ | ------------------------------------------------------------- |
| 1  | Muelle de Hampton Court                             |           | Hampton Court (tren)                              | Hampton Court Palace                             |                                                               |
| 2  | Kingston (Muelle de Town End)                       |           |                                                   | Kingston upon Thames                             |                                                               |
| 3  | Kingston (Muelle de Turks)                          |           |                                                   | Kingston upon Thames                             |                                                               |
| 4  | Richmond Landing Stage                              |           | Richmond (tren, metro y Overground)               | Richmond upon Thames Ham House                   | Ferry de Hammerton                                            |
| 5  | Richmond (Muelle de St. Helena)                     |           |                                                   | Richmond upon Thames                             |                                                               |
| 6  | Muelle de Kew Gardens                               |           | Kew Gardens(metro y Overground) Kew Bridge (tren) | Kew Gardens Kew Bridge Steam Museum              |                                                               |
| 7  | Muelle de Putney                                    |           | Putney Bridge (metro) Putney (tren)               | Fulham Putney                                    | Administrado por Livett's Launches                            |
| 8  | Muelle de Wandsworth Riverside Quarter              |           | Wandsworth Town (tren)                            | Wandsworth                                       |                                                               |
| 9  | Muelle de Chelsea Harbour                           |           | Imperial Wharf (Overground) (propuesto)           | Chelsea                                          |                                                               |
| 10 | Muelle de Cadogan                                   |           |                                                   | Chelsea                                          |                                                               |
| 11 | Muelle de Millbank                                  |           | Pimlico (metro)                                   | Galería Tate                                     | Administrado por TfL                                          |
| 12 | Muelle de Westminster                               |           | Westminster (metro)                               | Palacio de Westminster Abadía de Westminster     | Administrado por TfL                                          |
| 13 | Muelle de Waterloo                                  |           | Waterloo (tren, metro)                            | Ojo de Londres South Bank                        | Administrado por el Ojo de Londres                            |
| 14 | Muelle de Embankment                                |           | Embankment (metro) Charing Cross (tren, metro)    | Ojo de Londres South Bank Trafalgar Square       | Administrado por TfL                                          |
| 15 | Muelle de Festival                                  |           | Embankment (metro) Waterloo (tren)                | Ojo de Londres South Bank                        | Administrado por TfL                                          |
| 16 | Muelle de Savoy                                     |           | Embankment (metro) Charing Cross (tren)           | Hotel Savoy Covent Garden                        |                                                               |
| 17 | Estación de Botes Salvavidas de la Torre de Londres |           |                                                   |                                                  | Sólo para uso de los botes salvavidas, no abierto al público. |
| 18 | Muelle de Blackfriars                               |           | Blackfriars (tren, metro)                         | Catedral de San Pablo Galería Tate               | Administrado por TfL                                          |
| 19 | Muelle de Bankside                                  |           | Blackfriars (tren, metro)                         | Teatro El Globo Galería Tate                     | Administrado por TfL                                          |
| 20 | Muelle del Puente de Londres                        |           | London Bridge (tren, metro)                       | HMS Belfast London Dungeon Catedral de Southwark |                                                               |
| 21 | Muelle de la Torre de Londres                       |           | Tower Hill (metro)                                | Torre de Londres Puente de la Torre de Londres   | Administrado por TfL                                          |
| 22 | Muelle de St. Katharine                             |           | Tower Hill (metro)                                | Torre de Londres Puente de la Torre de Londres   |                                                               |
| 23 | Muelle Nelson Dock de Hilton Docklands              |           | -                                                 | Rotherhithe                                      | Feery Canary Wharf - Rotherhithe                              |
| 24 | Muelle de Canary Wharf                              |           | Canary Wharf (DLR) Canary Wharf (metro)           | Distrito financiero de Canary Wharf              |                                                               |
| 25 | Muelle de Greenland Dock                            |           | Surrey Quays (metro)                              |                                                  |                                                               |
| 26 | Muelle de Masthouse Terrace                         |           | Island Gardens (DLR)                              |                                                  |                                                               |
| 27 | Muelle de Greenwich                                 |           | Cutty Sark (DLR) Greenwich (tren)                 | Greenwich Cutty Sark Museo Marítimo Nacional     | Administrado por TfL                                          |
| 28 | Muelle QEII                                         |           | North Greenwich (metro)                           | Domo del Milenio                                 |                                                               |
| 29 | Muelle de Barrier Gardens                           |           | -                                                 |                                                  | Sólo en verano                                                |
| 30 | Muelle de Woolwich                                  |           | Woolwich Dockyard (tren) Woolwich Arsenal (tren)  | Woolwich                                         | Sólo para el Ferry Woolwich                                   |
| 31 | Muelle de North Woolwich                            |           | King George V (DLR)                               | Woolwich Aeropuerto de London City               | Sólo para el Ferry Woolwich                                   |
| 32 | Muelle de Woolwich Arsenal                          |           | Woolwich Arsenal (tren)                           | Woolwich                                         |                                                               |

## Tarifas

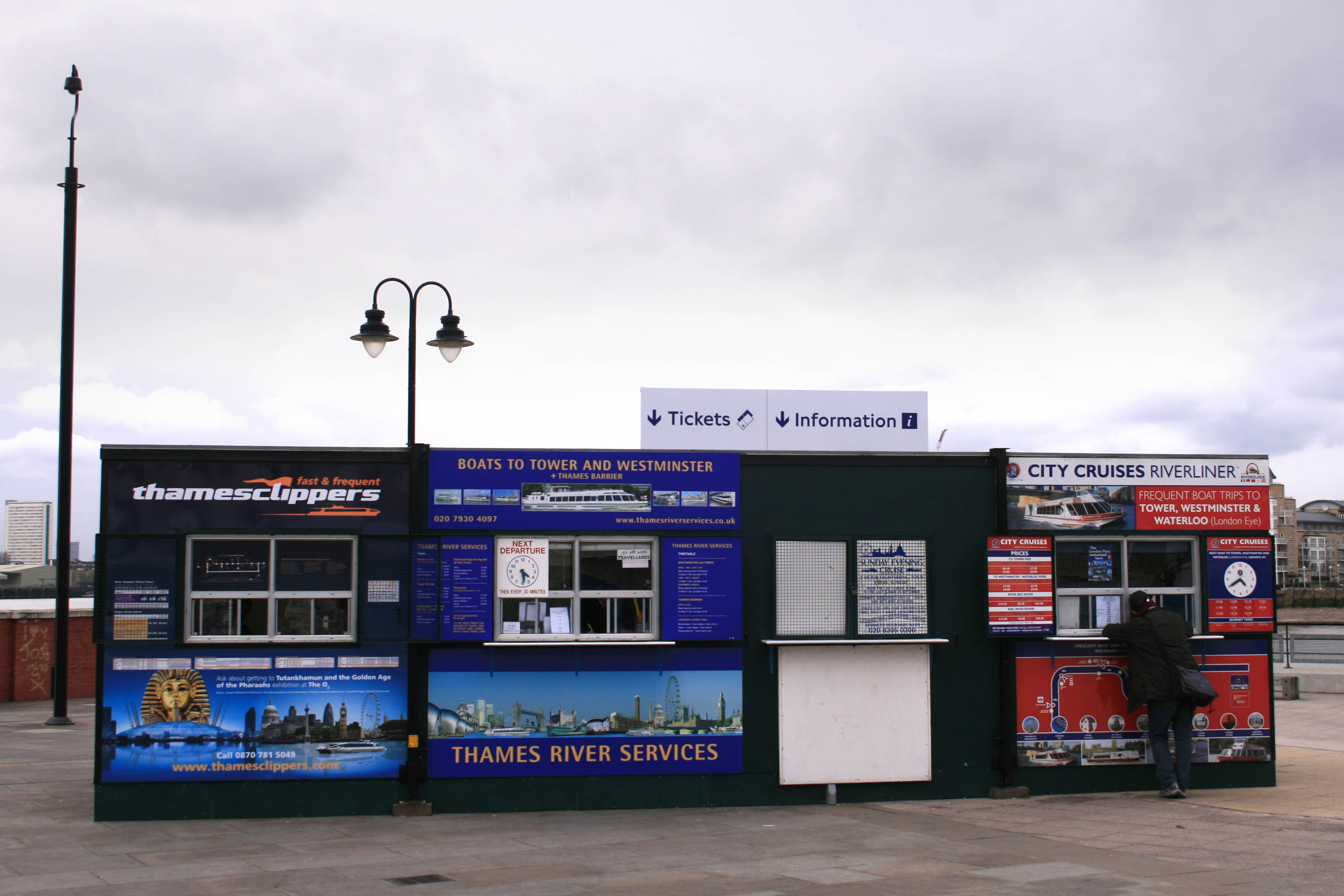
Diferentes quioscos de boletos para cada operador de botes.

A diferencia del Metro de Londres y los autobuses, los operadores de botes tienen sus propios sistemas de boletos y poseen tarifas separadas las cuales son generalmente más altas que las de los viajes correspondientes en metro o autobús. Las Travelcards y las Oyster cards no son válidas, a pesar de que la mayoría de los operadores fluviales ofrecen descuentos a los poseedores de tarjetas, así también como a los acreedores de las Freedom Pass y estudiantes. La única excepción es el Ferry Woolwich, que posee tarifa liberada.
Las ventas de boletos son administradas independientemente por los operadores, y los boletos son vendidos en quioscos separados. Muchos muelles tienen una línea de varios mesones de venta, cada uno en manos de una firma de botes distinta. Los boletos individuales pueden a menudo ser adquiridos una vez abordado el bote, pero esto varía de acuerdo al operador.
Algunos operadores ofrecen sus propios boletos de temporada y carnets de boletos individuales. Thames Clipper, por ejemplo, ofrece un boleto diario que permite múltiples viajes fuera de horas punta; sin embargo, dichos boletos dejan de ser válidos a las 5:00 p. m. los días de semana.